# Банда Далтонов
Банда Далтонов (англ. Dalton Gang), также известная как Братья Далтоны — группа преступников американского Дикого Запада в 1890—1892 годах. Банда специализировалась на банковских и железнодорожных ограблениях. Во время попытки ограбления банка в Коффивилле, штат Канзас, в 1892 году двое из трёх братьев и ещё двое других членов банды были убиты. Эммет Далтон выжил и был арестован и осуждён. Он был условно освобождён, отсидев 14 лет в тюрьме.
Старший брат Фрэнк Далтон был заместителем шерифа, но был убит в 1888 году. В 1890 году Граттон «Грат», Боб и Эммет Далтоны занялись ограблениями, бросив правоохранительную службу. Их средний брат Уильям М. «Билл» Далтон также стал преступником, присоединившись к другой банде Дикого Запада — Дикой банде.

## Истоки
Отцом братьев Далтонов был Льюис Далтон из округа Джексон (штат Миссури). Он был владельцем салуна в Канзас-Сити, штат Канзас, когда женился на Аделине Янгер. Она была тёткой Коула и Джима Янгеров, которые впоследствии образовали банду вместе с Джесси Джеймсом. Мальчики Далтоны рождались друг за другом: Фрэнк (1858), Граттон «Грат» (1861), Уильям М. «Билл» (1866), Боб (1869) и Эммет (1871).
До 1882 года семья жила на индейской территории (ныне — штат Оклахома). Несколько лет спустя Далтоны поселились в Коффивилле, в Канзасе. Льюис и Аделина Далтон имели в общей сложности 15 детей, двое из которых умерли в младенчестве.

## На службе закона
Фрэнк Далтон был старшим из братьев и избрал путь служения закону. Он стал шерифом, а его братья вступили в дружину охраны порядка. Фрэнк Далтон был убит, когда выслеживал конокрадов в Оклахоме. Далтон и ещё один шериф выследили банду воров 27 ноября 1888 года и попытались арестовать их. Преступники оказали сопротивление, и Далтон был убит в перестрелке. Двое преступников также были убиты, а спутник Далтона был ранен. Главарь шайки и ещё несколько его сообщников сумели сбежать. 3 декабря остальные преступники были найдены, шериф Эд Стокли застрелил главаря конокрадов, но сам был смертельно ранен.
Братья Грат, Боб и Эммет Далтон также первоначально занимались охраной порядка. В 1890 году, после того, как им не уплатили деньги за охрану жителей от индейских набегов, братья стали изгоями и занялись преступной деятельностью. Боб Далтон впервые убил человека в возрасте 19 лет, но его старший брат Фрэнк выгородил брата, заявив, что убийство было совершено в порядке самозащиты. Тем не менее, среди жителей городка ходили слухи, что поводом стало соперничество за симпатию некой женщины.
В марте 1890 года Боб Далтон был обвинён в контрабанде алкоголя на индейские территории. Он внёс залог и избежал суда. В сентябре 1890 года Грат был арестован за кражи лошадей, но либо обвинения были сняты, либо он был освобождён. Окончательно отказавшись от правоохранительной службы, Далтоны вскоре создали свою первую банду.

## Преступники
Боб привлёк в банду, наряду с братом Эмметом, Джорджа Ньюкома, Чарли Пирса и «Черномазого» Чарли Брайанта (получил своё прозвище из-за порохового ожога на щеке). Грат гостил у своего брата Билла в Калифорнии, когда была сформирована банда, но вскоре присоединился к ней, так же как и Билл Дулин, Дик Бродуэлл и Билл Пауэр. Их первой целью ограбления стал игорный дом в Силвер-Сити (Нью-Мексико).
6 февраля 1891 года, после того как Грат Далтон присоединился к братьям по приезде из Калифорнии, банда остановила и ограбила пассажирский поезд на станции в городе Алила (ныне Эрлимарт). Далтоны были обвинены в ограблении, но доказательств было очень мало. Грат бежал, а Билл был оправдан. Вскоре Грат был арестован, осуждён и получил 20-летний тюремный срок. Он был прикован наручниками к конвоиру и в сопровождении ещё одного конвоира был посажен в поезд для перевозки в тюрьму. По ходу движения один конвоир заснул, а другой стал беседовать с другими пассажирами. День был жаркий, и все окна были открыты. Неожиданно Грат вскочил и выпрыгнул из окна поезда прямо в реку Сан-Хоакин и исчез под водой. Грат, по всей вероятности, вынул ключ от наручников из кармана первого конвоира, пока тот спал, и подгадал побег к моменту, когда поезд будет проезжать по мосту. Если бы он приземлился на землю, он бы почти наверняка погиб. Грат нашёл своих братьев, и они вернулись обратно в Оклахому.
В период с мая 1891 по июль 1892 года братья Далтон ограбили четыре поезда на индейских территориях. 9 мая 1891 года банда ограбила поезд из Санта-Фе в Перри. Они получили только несколько сотен долларов, но зато хорошо отточили командные действия. Проезжая мимо Орландо, они украли восемь или девять лошадей. Шериф преследовал их, но банда сбежала.
Четыре месяца спустя банда Далтонов ограбила поезд, перевозивший $ 10000. В июне 1892 года бандиты остановили другой поезд из Санта-Фе, на этот раз у станции Ред-Рок. Чарли Брайант и Дик Бродуэлл заперли машиниста и кочегара в локомотиве, а Боб и Эммет Далтон и Билл Пауэлл прошлись по купе, грабя пассажиров. Билл Дулин и Грат Далтон тем временем опустошили сейф поезда. Всего грабители унесли несколько сотен долларов, часы и ювелирные украшения пассажиров. Банда рассредоточилась после ограбления у Ред-Рока, но вскоре Чарли Брайант был арестован шерифом Эдом Шортом. На пути в тюрьму города Уичита, штат Канзас, Брайант выхватил пистолет у заместителя шерифа, и в последующей перестрелке Брайант и Шорт убили друг друга.
Банда снова вышла на дело в июле, у станции Адэр, штат Оклахома, недалеко от границы со штатом Арканзас. Они ограбили поезд, взяв всё, что смогли найти у пассажиров и среди багажа. После этого они сели на скамейки на платформе в ожидании следующего поезда, разговаривали и курили. Когда поезд пришёл в 9:45 вечера, они вошли в вагоны и начали грабить пассажиров. Однако в заднем вагоне оказались 11 вооружённых охранников, которые стали обстреливать бандитов через окна вагона. Однако ни один из 200 выстрелов не попал в членов банды. Трое охранников были ранены, а городской врач был убит шальной пулей. Грабители бежали и скрылись, вероятно, в одной из нескольких пещер в районе Талсы.

## Ограбление банка в Коффивилле

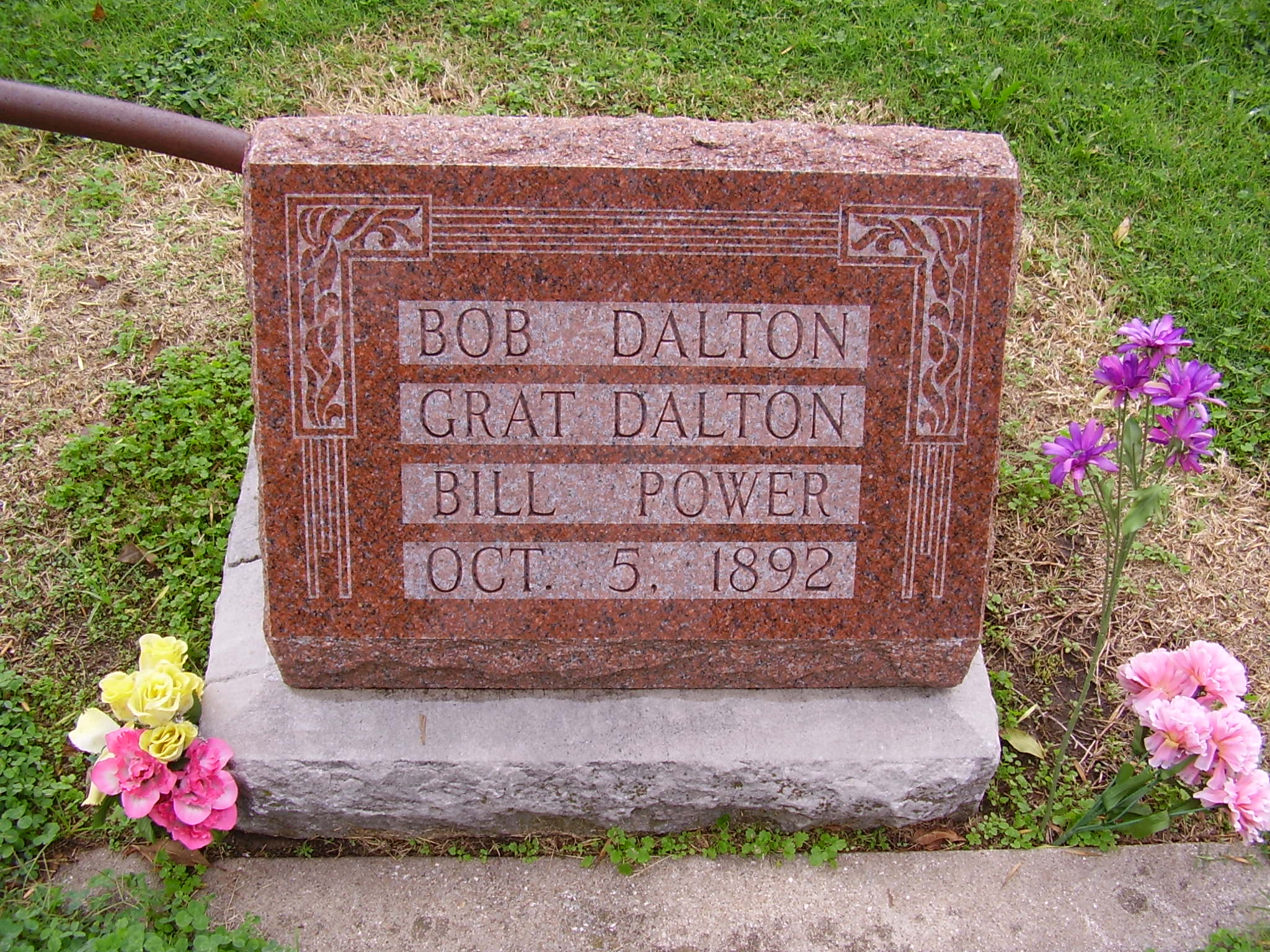
Могила Далтонов в Коффивилле

Боб Далтон был амбициозным человеком. 5 октября 1892 года банда Далтонов попыталась повторить «подвиг» банды Джесси Джеймса и ограбить два банка одновременно. В этот день бандиты устроили налёт на Банк C.M. Condon & Company’s и Первый национальный банк на противоположных сторонах улицы в Коффивилле, Канзас. Они надели накладные бороды, но один из горожан узнал их.
Сотрудник одного из банков задержал грабителей, убедив их (ложно), что сейф заблокирован, и его можно будет открыть только через 45 минут. Благодаря этому горожанам стало известно, что банк грабят. Жители вооружились и приготовились к перестрелке. Когда банда вышла из зданий банков, началась перестрелка. Три горожанина были убиты, а шериф Карл Коннелли был застрелен, когда выбежал на улицу, услышав стрельбу, однако успел смертельно ранить одного из бандитов.
Грат и Боб Далтон, Дик Бродуэлл и Билл Пауэлл были убиты в перестрелке. Эммет Далтон получил 23 огнестрельных ранения (в правую руку, ниже плеча, в левую руку, бедра и пах и рану картечью в спину), но выжил. Он был приговорён к пожизненному заключению в тюрьме в городе Лансинг (штат Канзас). Там он провёл 14 лет, прежде чем был помилован. Далтон переехал в Калифорнию и стал агентом по недвижимости, журналистом и актёром, и умер в 1937 году в возрасте 66 лет. Ходили слухи, что шестой бандит смог укрыться в переулке и бежать. Считается, что это был Билл Дулин. Однако эти сведения не подтверждены: считается, что Билл Дулин, Ньюком и Чарли Пирс к тому моменту уже покинули банду Далтонов.
После освобождения из тюрьмы Эммет Далтон рассказал, что шериф Хек Томас был ключевым фактором в решении его банды совершить ограбления в Коффивилле. Томас неустанно преследовал их, и бандиты надеялись сорвать большой куш в банках и покинуть местность на некоторое время, чтобы избежать преследования со стороны Томаса.
Билл Далтон после рейда на Коффивилл присоединился к банде Дулина и стал одним из участников перестрелки 1 сентября 1893 года в Ингаллс, Оклахома. Три шерифа были убиты в перестрелке. Билл был застрелен около Ардмора 8 июня 1894 года. Девяти из бойцов отряда шерифа, убившего Билла Далтона, были предъявлены обвинения в убийстве в федеральном суде Ардмора в июне 1896 года. Почему им были предъявлены обвинения, остаётся загадкой.

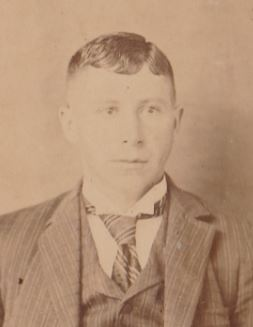
Грат Далтон
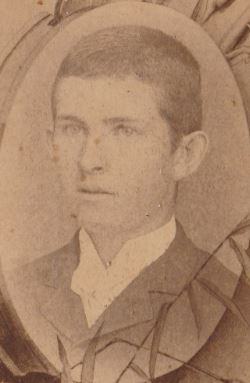
Боб Далтон
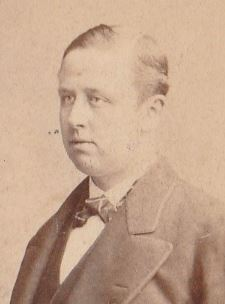
Эммет Далтон
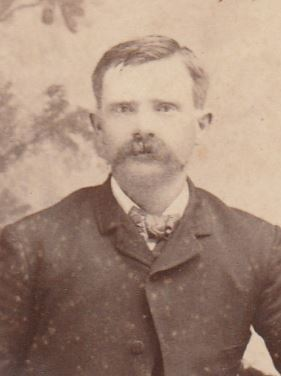
Билл Пауэлл
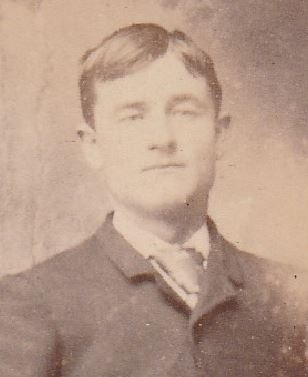
Дик Бродуэлл

## В популярной культуре
- Бельгийский комикс Hors-la-loi Мориса де Бевера описывает события в Коффивилле, все четверо Далтонов умирают в конце. Братья также стали главными злодеями в нескольких анимационных и художественных фильмах, включая «Балладу о Далтонах» (анимационный, 1978) и Счастливчик Люк (1991). Джо Дассен написал песню под названием «Les Dalton», вдохновленный персонажами комикса Счастливчик Люк.
- В значительной степени вымышленные обстоятельства жизни Далтонов запечатлены в фильме When the Daltons Rode 1940 года режиссёра Джорджа Маршалла.
- Далтоны представлены в фильме Тима Уэлана Badman’s Territory (1946).
- Далтоны были также показаны в фильме с участием Рэндольфа Скотта Return of the Bad Men, в котором Дулин объединяет остатки банды Далтонов и образует Дикую банду. Сам Скотт играет Билла Дулина в фильме 1949 года The Doolins of Oklahoma.
- Рэнди Куэйд снялся в фильме The Last Ride of the Dalton Gang (1979), в котором восстановлены события ограбления в Коффивилле.
- Песня Джо Дассена Les Dalton рассказывает о братьях Далтонах в шуточной манере: по сюжету песни они хулиганили ещё со школы, а в итоге сдали друг друга полиции за награду.
- The Eagles посвятили банде Далтонов песню «Doolin-Dalton».
- В 1979 году Рон Хансен написал роман Desperadoes — вымышленные мемуары Эммета Далтона.
- В игре эксклюзивно для PlayStation 3 Red Dead Redemption есть банда Уолтона, явно напоминающая о банде Далтонов.
- В фильме Власть огня (2002) герой Мэттью Макконахи — родом из Коффивилля, штат Канзас, что напоминает о знаменитой перестрелке.
- В компьютерной игре Call of Juarez: Gunslinger содержится эпизод, основанный на обстоятельствах перестрелки в Коффивилле.
- В мультфильме от компании xilam "Все на запад" упоминаются братья Далтоны